# Antal Boza József
Antal Boza József (Sajóvárkony, 1932. október 19. – Miskolc, 1975. augusztus 15.) kohómérnök, egyetemi oktató.

## Élete, munkássága
Antal Boza József Sajóvárkonyban született 1932. október 19-én. Alapfokú és középfokú tanulmányait Ózdon végezte. 1956-ban a Dnyepropetrovszki Kohászati Egyetemen szerzett diplomát kémiai technológia szakon. Végzés után Miskolcra költözött családjával, és a Lenin Kohászati Művekben, a Kemenceépítő Gyárrészlegnél dolgozott. Különböző beosztásokban, végül főmérnökként – többek között – fontos szerepe volt a gyárrészleg, majd az egész gyár kemenceparkjának korszerűsítésében, a szilikatégla-gyártás technológiája korszerűsítésében. 1959-ben felvételt nyert aspirantúrára a szilikátkémia és technológia tématerületre, ahol aspiránsvezetője Korach Mór Kossuth-díjas akadémikus volt. Disszertációját („A gyorsan átalakuló mádi kvarcit vizsgálata a szilikatégla-gyártásban, előzetes hőkezelés nélkül történő felhasználás céljából”) 1963-ban védte meg. Ebben az évben került a Nehézipari Műszaki Egyetemre, ahol oktató munkáját a Tüzeléstani Tanszéken kezdte adjunktusként. A következő évben megkapta a docensi kinevezést, 1968-ban pedig – Diószeghy Dániel utódaként átvette a tanszék vezetését. 1971-ben egyetemi tanár lett.
Oktató munkája során – a hagyományos tantárgyakon túl – hangsúlyt fektetett az új kutatási eredmények bevezetésére, és új tantárgyakat is indított. Törekedett a tanszék külföldi kapcsolatainak erősítésére. Kiemelt feladatának tekintette a hallgatók diákköri munkába bevonását, diplomamunkák konzulense volt. Kilenc egyetemi jegyzetet írt. A tanszéki és egyéni kutatómunka fejlesztése tevékenységének központi eleme volt. Saját kutatási területén, a szilikáttechnológiában végzett elméleti-gyakorlati munkáját több szabadalom és számos publikáció jelzi. Ezen felül a hazai kohászati üzemekben megjelenő problémák tudományos szintű megoldása is tevékenysége középpontjában állt. AZ OMBKE és a Szilikátipari Tudományos Egyesület tagja volt. 1971 és 1974 között a MEAFC (Miskolci Egyetemi és Atlétikai Futball Club) elnöke volt.
1968-tól 1971-ig a Kohómérnöki Kar dékánhelyettese, majd 1974-től haláláig a kar dékánja volt.

## Fontosabb publikációi

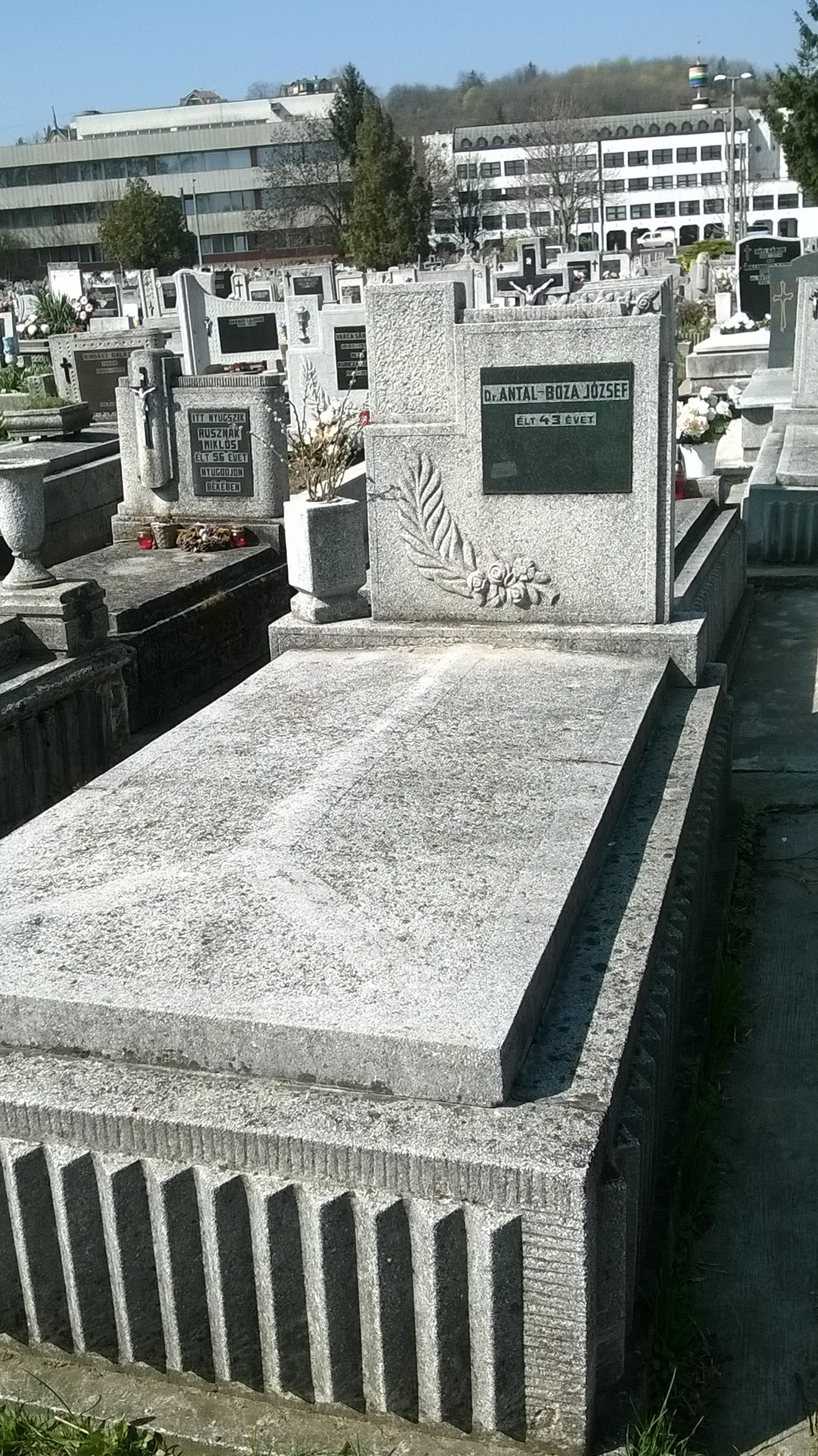
Antal Boza József sírja a Mindszenti temetőben

- Az acélgyártó kemencék földgáztüzeléssel kapcsolatos tűzálló építőanyag problémái. Budapest, 1964
- A CO-bomlás szerepe az alumínium-szilikát tűzállóanyagok szövetszerkezetének elroncsolódásában. Budapest, 1965
- Salak-beszűrődés a kemencék tűzálló bélésébe. Építőanyag 17, 1965 (10), 380–383. o.
- Tűzállóanyag-ipari kemencék földgáztüzelésre való átállítása. Budapest, 1966
- Martin-kemencék boltozatában végbemenő elváltozások. Bányászati és Kohászati Lapok. Kohászat. 101. 1968 (9) 343–349. o.
- A termoplasztikus állapot szerepe a bázikus építőanyagok hősokk okozta ridegtöréseinek korlátozásában. III. Tűzállóanyag-ipari konferencia, Gyenesdiás, 1969
- A finomszemcsés zsugorított dolomit hidratációval szembeni ellenálló képességének fokozása. Bányászati és Kohászati Lapok. Kohászat. 103. 1970. (8) 341–344. o.
- Szilikát- és vegyipari kemencék 1–3. Társszerzőkkel. Budapest, 1970
- Kovasav alapú adalékanyagok szilikátkémiai úton történő színezése. Társsz.: Simon L. Építőanyag 24, 1972 (6) 201-206. o.
- Timföldcement alapú tűzálló betonok kötésjellegének hőmérséklet függvényében való változása. Bányászati és Kohászati Lapok. Kohászat 104, 1971 (7) 289–292. o.
- Kerámiai máz felvitele nagy hőmérsékletű cserép felületére. XI. Szilikátipari konferencia. Budapest, 1973. Akadémiai Kiadó, 785–792. o.
- Kohászati kemencék építőanyagai. Budapest, 1973

## Díjai, elismerései
- A Kohászat kiváló dolgozója (1972)
- A Munka Érdemrend ezüst fokozata (1974)
- Az Oktatásügy kiváló dolgozója (1974)